# David Glass
David Dayne Glass, född den 2 september 1935 i Oregon County i Missouri, död den 9 januari 2020 i Bentonville, Arkansas, var en amerikansk företagsledare som var både president och VD för världens största detaljhandelskedja, amerikanska Wal-Mart Stores, Inc. mellan 1988 och 2000. Han är också ägare, styrelseordförande och VD för basebollklubben Kansas City Royals i Major League Baseball (MLB).
Glass avlade en kandidatexamen i företagsekonomi vid Missouri State University.
1976 började Glass på Walmart som executive vice president för deras finansavdelning och med ansvar för de övergripande finansiella ramarna och bokföringen för företaget. Ett år senare blev han invald som ledamot i koncernstyrelsen. 1982 blev han befordrad till att bli vice styrelseordförande och CFO för hela koncernen. Två år senare klättrade han högre upp på hierarkistegen och blev president och COO. 1988 valde Walmarts grundare och dåvarande president och VD Sam Walton att sluta på sina operativa positioner inom koncernen. Walton satt dock kvar som koncernens styrelseordförande medan Glass blev högsta hönset på världens största detaljhandelskedja.
Den 1 augusti 1993 dog Ewing Kauffman, som var ägaren av basebollklubben Kansas City Royals i MLB. Innan hans död valde han att donera klubben till en stiftelse, Greater Kansas City Community Foundation, mot löfte att klubben skulle stanna kvar i Kansas City. Den 23 september samma år blev Glass utnämnd till tillförordnad styrelseordförande och VD för Royals. Han var notorisk sparare och anklagad för att köra samma stil i Royals som han gjorde med Walmart och under de kommande sju åren fick han ner klubbens lönekostnad från 41 miljoner dollar till 19 miljoner dollar. Glass var också motståndare mot spelarfacket MLBPA och var för att MLB skulle använda ersättningsspelare vid strejker, oavsett om domstolar ansåg att ligan skulle bryta mot federala lagar om de skulle införa det. I november 1998 rekommenderade styrelsen för Royals att juristen Miles Prentices bud på 75 miljoner dollar var tillräckligt för att sälja klubben. MLB:s kommissarie Bud Selig var dock inte lika nöjd och stoppade affären. I januari 2000 valde Glass att sluta som president och VD för Walmart och lade ett bud på Royals för att bli ensam ägare av klubben. Budet var på 96 miljoner dollar och finansierades genom att Glass sålde av två miljoner aktier i Walmart för en summa på nästan 111 miljoner dollar. Budet accepterades av klubbens styrelse och även MLB, trots att ett annat bud på 120 miljoner dollar fanns på bordet. Den 18 april 2000 slutfördes transaktionen och Royals fick äntligen en permanent ägare efter nästan sju års ökenvandring och att Glass själv kunde titulera sig som ägare. Han tog positionerna som styrelseordförande och VD. Den 20 april 2009 meddelade Walmart att Glass inte skulle ställa upp på att bli omvald till koncernstyrelsen och det resulterade i att en 33 år lång trogen tjänst i Walmart var till ända.